# Made in America (I Soprano)
(Journey, Don't Stop Believing, 1981)
Made in America è l'86º e ultimo episodio della serie televisiva statunitense I Soprano. L'episodio, andato in onda il 10 giugno 2007 su HBO, e in Italia su Italia 1 il 9 maggio 2008, è il 21º episodio della sesta stagione della serie, che è stata divisa in due parti; questo episodio è il 9° della seconda parte della stagione.
L'episodio, oggetto di una campagna pubblicitaria imponente, ha registrato 11,9 milioni di spettatori, un'enormità per una televisione via cavo come l'HBO. In un primo momento questo episodio non era stato annunciato: la seconda parte della stagione 6 doveva infatti essere costituita da 8 episodi.
Made in America è inoltre uno dei due soli episodi dell'intera serie ad essere stati diretti personalmente dal suo ideatore, David Chase: l'altro è Affari di famiglia, l'episodio pilota.

## Trama

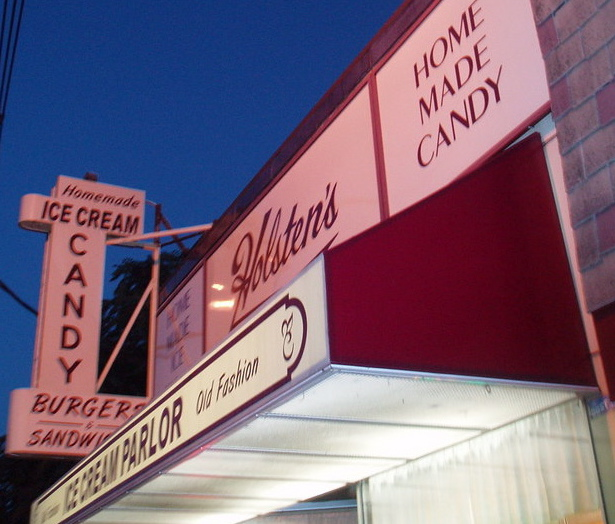
Holsten's, la gelateria artigianale di Bloomfield, New Jersey dove si svolge l'ultima scena

Tony, nascosto con i sopravvissuti della banda in un rifugio segreto, cerca di trovare un accordo con l'agente Harris per sapere dove si trova Phil Leotardo e porre fine alla guerra di bande.
A.J., dopo essere tornato a casa dalla clinica e cercando di riprendersi dalla depressione, continua il suo rapporto con Rhiannon: i due, da principio buoni amici, s'innamorano. 
Dopo aver visto la sua macchina prendere fuoco per un banale incidente, ammetterà ai genitori di aver perso ogni fiducia nelle istituzioni americane e nell'american dream.
Sempre più confuso, riflettendo sul suo futuro, decide di studiare le lingue arabe. 
Janice va a far visita a zio Junior,  per comunicargli la morte di Bobby, ma l'anziano è ormai incapace di riconoscerla e la confonde addirittura con Livia.
A Little Italy, nel frattempo, Phil Leotardo va su tutte le furie quando telefona a Butch dicendogli di ritenerlo colpevole del fatto che Tony non sia stato ancora ucciso: Butch capisce che tira una brutta aria e medita il da farsi. L'agente Harris chiama Tony e gli riferisce di molte chiamate provenienti da un telefono pubblico di Long Island. Tony sguinzaglia così i suoi uomini e nel frattempo organizza un incontro con George Paglieri, vecchio boss di una delle "Cinque famiglie" di New York che organizza un incontro tra i vertici dei DiMeo e dei Lupertazzi in una rimessa abbandonata: la telefonata viene registrata dall'FBI che evidentemente seguiva le mosse del vecchio boss.
Lì si decide la fine delle ostilità, alla presenza di Tony e Paulie da una parte e di Butch e Albie Cianflone, con Little Carmine e il vecchio Paglieri come intermediari: si decide anche la sorte di Phil Leotardo che viene raggiunto da Walden Belfiore e ucciso brutalmente davanti alla moglie e ai nipotini.  È questo l'ultimo "storico" omicidio visto nella saga. 
Tony propone a Paulie una promozione e in seguito va a far visita a Silvio, che vegeta in coma. Nel frattempo Carlo è irreperibile, e l'avvocato di Tony conferma che si è costituito e che probabilmente testimonierà contro Tony.
La penultima scena è la visita di Tony al vecchio zio Junior, ricoverato in un istituto per anziani. Junior non riconosce Tony, neanche quando il nipote gli ricorda che un tempo, lui e suo fratello Johnny Boy Soprano (padre di Tony), erano i boss del New Jersey.
La serie si chiude con l'ambigua e ormai famosissima "ultima cena": la famiglia Soprano si dà appuntamento in un ristorante. Tony entra per primo, si siede e accende il juke-box al tavolo: mentre partono le note di Don't Stop Believin' dei Journey, entra Carmela. A.J. entra dopo pochi secondi, preceduto da un misterioso personaggio (che nei credits è indicato come "Man in Member's Only Jacket"). Mentre padre, madre e figlio conversano a tavola, Meadow cerca di parcheggiare l'auto: dopo aver incrociato lo sguardo con Tony, l'uomo misterioso si avvia verso la toilette. Meadow parcheggia e corre per entrare nel locale. La campanella della porta suona e Tony guarda di fronte a sé. Lo schermo bruscamente diventa nero e la musica si ferma. 
Dopo 10 secondi di buio e silenzio, iniziano i titoli di coda.

## Premi enomination
Emmy Award 2007 Migliore sceneggiatura per una serie drammatica a David Chase.
Nel 2008, Chase è stato candidato per un Directors Guild of America Award nella categoria Serie drammatiche (Notte), ma ha perso contro il collega regista de I Soprano Alan Taylor, che ha vinto per aver diretto l'episodio pilota di Mad Men, una serie creata dall'ex-scrittore de I Soprano Matthew Weiner.

## La critica e la reazione degli spettatori
Come detto, inizialmente non era previsto un 9º episodio della seconda parte della stagione 6: le speculazioni e le ipotesi sul destino di Tony iniziano quindi quando questo viene annunciato.
Questo episodio ha raggiunto i vertici di quell'ambiguità narrativa che ha contraddistinto, in tutte le stagioni, ogni puntata de I Soprano: ogni azione dei personaggi, ogni elemento e dialogo, ha sicuramente più di un'interpretazione, incastrandosi quindi con l'idea della serie che lo stesso Chase aveva in proposito: "Unresolved story lines, contradictory statements, confused characters — all of that is what I value in the show" ha dichiarato lo sceneggiatore a "Nightline" della ABC.
Per tale motivo sono state molteplici le discussioni critiche sul finale della serie, che continuano tuttora tra i fan nel web, divisi sostanzialmente fra chi crede che Tony sia stato colpito a morte e chi crede invece sia rimasto vivo, oppure sia stato incriminato e quindi sottoposto a processo dopo la confessione di Carlo, oltre a tutti coloro che cercano, tra i singoli fotogrammi e le canzoni scelte, una sorta di "Codice da Vinci" che dia la chiave per arrivare al destino di Tony.

### Le ipotesi sulla scena finale
Chase ha finora volutamente evitato di dare spiegazioni sulla sorte di Tony, difendendo il suo finale dalle critiche dei fan, limitandosi a dichiarare che aveva pensato a quella scena come finale già anni prima e che non vi è "alcun Codice da Vinci". Interrogato sul finale, il protagonista James Gandolfini ha dichiarato di non "avere idea" di che fine abbia fatto il suo personaggio. Chase ha inoltre sempre negato, come richiesto a gran voce, il progetto imminente di un film che in qualche modo spiegasse la sorte dei protagonisti, anche se non ha negato la possibilità.
Ha così prestato il fianco a numerose interpretazioni, alcune delle quali sono più diffuse di altre. 
- Tony è stato oggetto di un attentato, probabilmente mortale. A sostegno di questa ipotesi:
  - l'uomo che passa vicino alla famiglia Soprano e va nel bagno ricorda molto da vicino la famosa scena de Il padrino, quando Michael Corleone uccide il capitano McCluskey e Virgil Sollozzo prendendo dal bagno una rivoltella. Questa famosa scena cinematografica è citata come la preferita di Tony nella saga de Il Padrino, come detto chiaramente da suo figlio Anthony Jr. nell'ep. 8 della stagione 6 (in questo c'è comunque un “errore interno” nella serie, in quanto Tony aveva già detto in precedenza di preferirne un'altra, ossia l'arrivo di Vito Corleone in Sicilia, ne Il padrino - Parte II);
  - il dialogo fra Bobby Bacala e Tony nel primo episodio della seconda parte della stagione 6 (ep. 78: nel dialogo fra i due, quando Bobby chiede a Tony cosa pensa succederà nel momento della morte, Tony risponde "everything goes black", "tutto diventa buio");
  - il nome nei credits dell'uomo misterioso ("Man in Members Only Jacket"), in cui si richiama esplicitamente il titolo dell'ep. 66, quello dell'attentato che quasi costava la vita a Tony;
- L'attentato è stato compiuto ma la vittima è un altro membro della famiglia, probabilmente Meadow che non si unisce ai familiari:
  - il fatto che Meadow non si ricongiunga alla famiglia ha fatto pensare che potesse essere lei la vittima, e non il padre, come accaduto ne Il padrino - Parte III con la morte di Mary Corleone. In un primo momento, era prevista una scena in cui Meadow entrava e si sedeva col resto della famiglia, prima che lo schermo divenisse nero, ma è stata in seguito tagliata[15].
- Si tratta di un sogno o comunque di un parto della mente di Tony (come già accaduto più volte nelle precedenti stagioni). Tony vede le porte aprirsi e chiudersi davanti a sé, mentre entrano personaggi legati alla sua vita: lo sguardo finale che non mostra dove e chi sta guardando potrebbe alludere al suo futuro, incerto e sconosciuto, o a uno stato di perenne "attacco di panico" in cui passerà il resto della sua vita. A supporto di questa tesi: 
  - la musica in sottofondo ("All... All What You Dream...") e l'intera sequenza di canzoni nel juke-box che vengono inquadrate: Those were the days, This magic moment, Who will you run to, Magic man, Don't stop believing, Any way you want it..., tutti titoli "ambigui" che, letti in sequenza, possono ricondurre a più ipotesi[16];
  - le particolari inquadrature scelte da Chase (Tony che entra nel locale e si ferma, guardando davanti a sé; nel fotogramma successivo scorrono le persone sfocate, mentre lui è già seduto e, forse, vestito in modo diverso da com'era entrato);
  - il fatto che già un'altra scena, completamente inventata dalla sua mente, sia avvenuta a tavola, in un ristorante (ep. 12), assieme a Isabella (Maria Grazia Cucinotta).

## Colonna sonora
Steve Perry dei Journey ha dichiarato che inizialmente non aveva concesso il permesso dell'uso della sua canzone Don't Stop Believin' per il finale, temendo che potesse essere associata per sempre alla fine di uno dei personaggi televisivi più amati della storia. Diede il permesso dopo che Chase lo convinse che non sarebbe stato così.